# Лебедєв (Первомайський район)
Ле́бедєв (рос. Лебедев) — селище у складі Первомайського району Оренбурзької області, Росія.

## Населення
Населення — 73 особи (2010; 184 у 2002).
Національний склад (станом на 2002 рік):
- казахи — 85 %